# Lys Assia
Lys Assia, pseudonimo di Rosa Mina Schärer (Rupperswil, 3 marzo 1924 – Zollikon, 24 marzo 2018), è stata una cantante svizzera.
Salita alla ribalta negli anni '50 in Germania e Svizzera con il brano O mein papa, raggiunse la fama internazionale vincendo il primo Eurovision Song Contest nel 1956 con il brano Refrain, in rappresentanza proprio della Svizzera. Negli anni successivi continuò la sua carriera musicale, rappresentando il paese anche alle edizioni del 1957 e del 1958, concludendo rispettivamente all'8º e al 2º posto con i brani L'enfant que j'étais e Giorgio.
Alla carriera musicale affiancò diverse apparizioni in film e serie televisive, apparendo spesso come ospite speciale in diverse edizioni dell'Eurovision Song Contest.

## Biografia

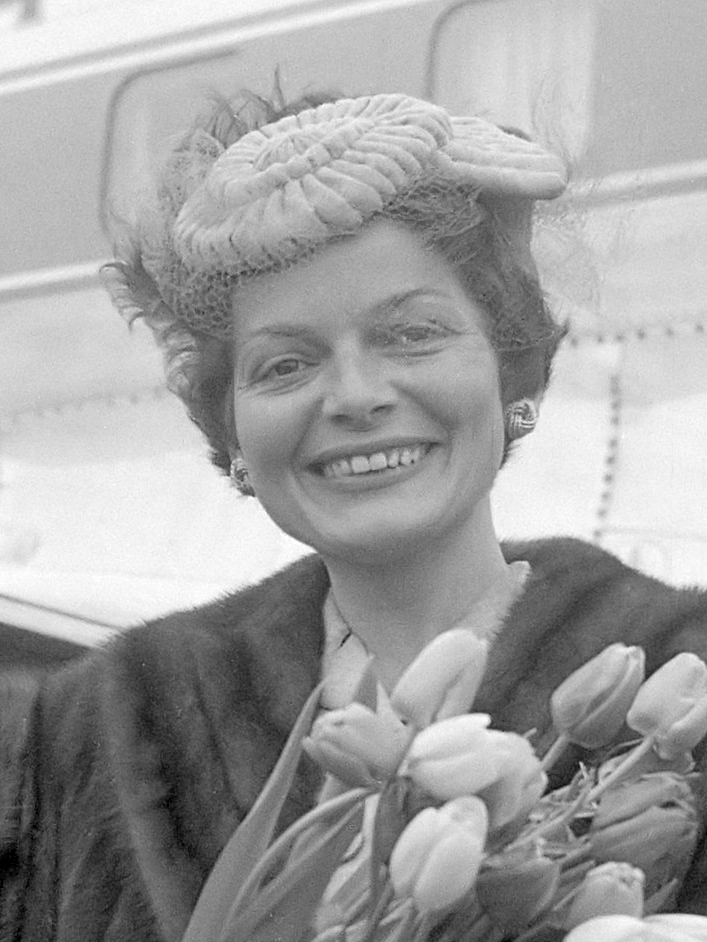
Lys Assia nel 1957

Nata a Rupperswil, nel Canton Argovia, ultima di dodici figli, suo padre, Frederic Schärer, era proprietario di una ditta di idraulici, mentre la madre era di origini nobili. La famiglia Schärer si trasferì presto a Zurigo, dove Lys seguì corsi per formarsi come ballerina di danza classica. Studiò presso il Conservatorio e successivamente presso l'Accademia delle arti della capitale svizzera.

### Carriera musicale
Iniziò la sua carriera musicale nei primi anni '40, ottenendo un grande successo con il singolo O mein Papa. Fu la vincitrice della prima edizione dell'Eurovision Song Contest, che si tenne a Lugano in Svizzera nel 1956 con la canzone Refrain; quell'anno presentò anche un'altra canzone, Das alte Karussell. Partecipò poi anche alle due edizioni successive della manifestazione con L'enfant que j'étais e Giorgio, piazzandosi rispettivamente nona e seconda.
Fu ospite dell'edizione 2008, tenutasi a Belgrado, e in tale occasione diede il via al televoto della seconda semifinale. Nel 2011 si candidò per partecipare alla selezione svizzera per l'edizione 2012: la sua canzone C'était ma vie fu scelta dalla radio DRS per concorrere alla finale, dove però finì solo ottava. Nel 2015 fu ospite dello show celebrativo dei sessant’anni del concorso, Eurovision Song Contest's Greatest Hits, tenutosi a Londra.
Scoprì e lanciò la cantante Beatrice Egli, collaborando anche al suo album di debutto, uscito nel 2007.

### Morte
Morì il 24 marzo 2018 presso il Zollikerberger Hospital di Zollikon, nel cantone di Zurigo, all'età di 94 anni.

## Vita privata
L'11 gennaio 1957 sposò Johann Heinrich Kunz, che morì nove mesi dopo a causa di una lunga malattia. Successivamente, nel 1963, si risposò con il console generale danese in Paraguay Oscar Pedersen, morto poi nel 1995. Intorno ai trent'anni subì un aborto spontaneo che le impedì di procreare.

## Filmografia

### Cinema
- Palace Hotel, regia di Emil Berna e Leonard Steckel (1952)
- Illusion in Moll, regia di Rudolf Jugert (1952)
- Die Kaiserin von China, regia di Steve Sekely (1953)
- Schlagerparade, regia di Erik Ode (1953)
- Ball der Nationen, regia di Karl Ritter (1954)
- Ein Mann vergißt die Liebe, regia di Volker von Collande (1955)
- Die Fischerin vom Bodensee, regia di Harald Reinl (1956)
- Oberstadtgass, regia di Kurt Früh (1956)
- Le notti bianche, regia di Luchino Visconti (1957)
- Night Club, regia di Géza von Cziffra (1957)

### Televisione
- Tele-Brettl – serie TV, 1 episodi (1953)
- Achtung! Hochspannung! – film TV (1955)
- Haifischbar – serie TV (1962)
- Festival-album – film TV (1963)

## Discografia parziale

### 45 giri
- 1959: Giorgio/Dolce far niente (Decca Records, C 16530)